# Championnat du Guatemala de football 1974
Navigation
Saison précédente Saison suivante
La Liga Nacional 1974 est la vingt-troisième édition de la première division guatémaltèque.
Lors de ce tournoi, le CSD Municipal a conservé son titre de champion du Guatemala face aux neuf meilleurs clubs guatémaltèques.
Chacun des dix clubs participant était confronté quatre fois aux neuf autres équipes. Puis les deux meilleures équipes de chaque phase aller-retour se sont affrontés une fois de plus lors de la phase quadrangulaire du championnat.
Seulement deux places étaient qualificatives pour la Coupe des champions de la CONCACAF et deux pour la Coupe de la Fraternité.

## Les 10 clubs participants
| \| Guatemala: Aurora FC CSD Comunicaciones CSD Municipal Tipografía Nacional Universidad SC Guatemala Juventud Catolica Guatemala Juventud Retalteca Deportivo Suchitepéquez Guatemala Xelaju MC Deportivo Zacapa \| Localisation des clubs engagés dans le championnat. |
| Guatemala: Aurora FC CSD Comunicaciones CSD Municipal Tipografía Nacional Universidad SC Guatemala Juventud Catolica Guatemala Juventud Retalteca Deportivo Suchitepéquez Guatemala Xelaju MC Deportivo Zacapa                                                           |

Ce tableau présente les dix équipes qualifiées pour disputer le championnat 1974. On y trouve le nom des clubs, le nom des stades dans lesquels ils évoluent ainsi que la capacité et la localisation de ces derniers.
| Club                    | Stade                            | Capacité          | Ville          |
| Aurora FC               | Stade de l'Ejército              | 13 300            | Guatemala City |
| CSD Comunicaciones      | Stade Mateo Flores               | 30 000            | Guatemala City |
| Juventud Catolica       | Stade inconnu                    | Capacité inconnue | Puerto Barrios |
| CSD Municipal           | Stade Mateo Flores               | 30 000            | Guatemala City |
| Juventud Retalteca      | Stade Óscar Monterroso Izaguirre | 8 000             | Retalhuleu     |
| Deportivo Suchitepéquez | Stade Carlos Salazar Hijo        | 12 000            | Mazatenango    |
| Tipografía Nacional     | Stade La Pedrera                 | Capacité inconnue | Guatemala City |
| Universidad SC          | Stade de la Revolución           | 5 000             | Guatemala City |
| Xelaju MC               | Stade Mario Camposeco            | 11 000            | Quetzaltenango |
| Deportivo Zacapa        | Stade David Ordoñez Bardales     | 10 000            | Zacapa         |

## Compétition
La compétition se déroule en deux phases:
- La phase régulière : trente-six journées de championnat.
- La phase quadrangulaire : trois journées de championnat entre les deux meilleures équipes de chaque phase aller-retour de la phase régulière.

### Phase régulière
Lors de la phase régulière les dix équipes affrontent à quatre reprises les neuf autres équipes selon un calendrier tiré aléatoirement.
Les deux meilleures équipes de chaque phase aller-retour sont qualifiées pour la phase quadrangulaire.
Le classement est établi sur l'ancien barème de points (victoire à 2 points, match nul à 1, défaite à 0).
Le départage final se fait selon les critères suivants :
- Le nombre de points.
- La différence de buts générale.
- Le nombre de buts marqué.

#### Classement
| Rang | Équipe                  | Pts | J  | G  | N  | P  | Bp | Bc | Diff |
| ---- | ----------------------- | --- | -- | -- | -- | -- | -- | -- | ---- |
| 1    | CSD Municipal T         | 54  | 36 | 22 | 10 | 4  | 83 | 33 | +50  |
| 2    | Aurora FC               | 44  | 36 | 16 | 12 | 8  | 57 | 43 | +14  |
| 3    | Xelaju MC               | 44  | 36 | 16 | 12 | 8  | 52 | 40 | +12  |
| 4    | CSD Comunicaciones      | 41  | 36 | 17 | 7  | 12 | 62 | 50 | +12  |
| 5    | Tipografía Nacional     | 41  | 36 | 12 | 17 | 7  | 40 | 38 | +2   |
| 6    | Juventud Catolica       | 34  | 36 | 11 | 12 | 13 | 46 | 51 | -5   |
| 7    | Juventud Retalteca      | 34  | 36 | 12 | 10 | 14 | 44 | 48 | -4   |
| 8    | Universidad SC          | 27  | 36 | 8  | 11 | 17 | 36 | 58 | -22  |
| 9    | Deportivo Suchitepéquez | 26  | 36 | 7  | 12 | 17 | 35 | 57 | -22  |
| 10   | Deportivo Zacapa P      | 15  | 36 | 3  | 9  | 24 | 31 | 68 | -37  |

| Légende : Qualifications et relégations | Légende : Qualifications et relégations     |
| --------------------------------------- | ------------------------------------------- |
|                                         | Qualifié pour la phase quadrangulaire       |
|                                         | T Tenant du titre P Promu de la saison 1973 |

### Phase quadrangulaire
Lors de la phase quadrangulaire les quatre équipes qualifiées affrontent une fois les trois autres équipes selon un calendrier tiré aléatoirement.
Le premier de la phase quadrangulaire est sacré champion du Guatemala.
Le classement est établi sur l'ancien barème de points (victoire à 2 points, match nul à 1, défaite à 0).
Le départage final se fait selon les critères suivants :
- Le nombre de points.
- La différence de buts générale.
- Le nombre de buts marqué.

#### Classement
| Rang | Équipe              | Pts | J | G | N | P | Bp | Bc | Diff |
| ---- | ------------------- | --- | - | - | - | - | -- | -- | ---- |
| 1    | CSD Municipal T     | 6   | 3 | 3 | 0 | 0 | 6  | 0  | +6   |
| 2    | Aurora FC           | 4   | 3 | 2 | 0 | 1 | 4  | 2  | +2   |
| 3    | CSD Comunicaciones  | 1   | 3 | 0 | 1 | 2 | 1  | 5  | -4   |
| 4    | Tipografía Nacional | 1   | 3 | 0 | 1 | 2 | 1  | 5  | -4   |

| Légende : Qualifications et relégations | Légende : Qualifications et relégations                                                                                 |
| --------------------------------------- | --- |
|                                         | Coupe des champions de la CONCACAF 1975 (1er Tour de qualification) Coupe de la Fraternité 1975 (ru) (Phase de groupes) |
|                                         | T Tenant du titre |

## Bilan du tournoi
| Championnat du Guatemala de football 1974                |                     |
| Champion                                                 | CSD Municipal       |
| Dauphin                                                  | Aurora FC           |
| Qualifications continentales                             |                     |
| Coupe des champions 1975 (Premier tour de qualification) | CSD Municipal       |
| Coupe des champions 1975 (Premier tour de qualification) | Aurora FC           |
| Coupe de la fraternité 1975 (ru) (Phase de groupes)      | CSD Municipal       |
| Coupe de la fraternité 1975 (ru) (Phase de groupes)      | Aurora FC           |
| Promotions et relégations                                |                     |
| Promus en Liga Nacional de Guatemala                     | CSD Galcasa         |
| Promus en Liga Nacional de Guatemala                     | Deportivo Tiquisate |
| Relégués en Primera División de Guatemala                | Aucun               |